# فرخنده آبی‌وزرین
فرخنده آبی‌وزرین (نام علمی: Bangsia arcaei) گونه‌ای از پرندگان تیرهٔ فرخندگان (Thraupidae) است که در کاستاریکا و پاناما یافت می‌شود. زیستگاه طبیعی آن جنگل‌های جلگه‌ای نمناک نیمه‌گرمسیری یا گرمسیری و جنگل‌های کوهستانی نمناک نیمه‌گرمسیری یا گرمسیری است. نابودی زیستگاه آن را تهدید می‌کند.